# Ginger in the Morning
Pour plus de détails, voir Fiche technique et Distribution.
Ginger in the Morning est un film américain, sorti en 1974.

## Synopsis
Une jeune auto-stoppeuse va faire la rencontre d'un publicitaire divorcé et malgré leurs personnalités diamétralement opposé, ils finissent par se rapprocher au point de nouer une relation amoureuse.

## Fiche technique
- Titre : Ginger in the Morning
- Réalisation : Gordon Wiles
- Scénario : Mark Miller (en)
- Musique : Don McGinnis
- Pays d'origine : États-Unis
- Genre : comédie dramatique
- Date de sortie : 1974

## Distribution
- Monte Markham : Joe
- Susan Oliver : Sugar
- Mark Miller (en) : Charlie
- Sissy Spacek : Ginger
- Slim Pickens : Sheriff
- David Doyle : Fred
- Fred Ward : le conducteur de camion